# MKB Bank
Magyar Külkereskedelmi Bank ([ˈmɒɟɒɾ ˈkylkɛɾɛʃkɛdɛlmi ˈbɒnk], MKB) est une banque hongroise, ayant son siège à Budapest. Son nom signifie « banque hongroise pour le commerce extérieur ».

## Historique
En mai 2020, MKB annonce fusionner ses activités avec Magyar Takarekszovetkezeti Bank (MTB), une banque essentiellement rurale, pour créer une nouvelle structure détenue à 50-50, ayant 1,3 million de clients et 840 agences. Le même mois, Budapest Bank annonce sa participation à cette opération. L'accord est confirmé en octobre 2020, pour créer la deuxième plus grosse banque du pays, sous le nom de Magyar Bankholding, détenue à 30 % par l'État à 32 % par les actionnaires de MKB Bank et de 38 % par ceux de Takarekbank.